# Podrumce, Kărdjali
Podrumce (în bulgară Подрумче) este un sat în comuna Krumovgrad, regiunea Kărdjali,  Bulgaria. 

## Demografie
Componența etnică a satului Podrumce
     Turci (99,48%)
     Nicio identificare (0,51%)
     Altele (0%)
La recensământul din 2011, populația satului Podrumce era de 388 locuitori. Din punct de vedere etnic, majoritatea locuitorilor (99,48%) erau turci. Pentru 0,51% din locuitori nu este cunoscută apartenența etnică.